# 劉三才 (萬曆陝西進士)
劉三才（1550年9月28日—1600年），字函一，號易亭，陝西西安府涇陽縣人，民籍，明朝政治人物，官至四川布政使司右參議。

## 生平
劉三才出生於嘉靖二十九年八月初八日（1550年9月28日），是嘉靖四十年（1561年）辛酉科陝西鄉試第十名舉人，萬曆十一年（1583年）中式癸未科會試第四十三名，三甲第二百四十三名進士。禮部觀政，十六年（1588年）授戶部主事，二十七年（1599年）十一月升四川布政使司右參議，因貢扇粗糙不合原來樣式觸怒明神宗，二十八年（1600年）七月謫山西按察司僉事兼山西布政使司理問、兵備寧武，得病准予歸里養病，不久病逝，贈光祿寺少卿，祀鄉賢。

## 著作
著有《登文塔》。

## 家族
曾祖劉勤；祖父劉參，壽官；父劉文明。母強氏；繼母李氏。兄劉三聘、劉三畏、劉三錫（訓導），弟劉三接、劉三極、劉三奇、劉三章。妻段氏。

## 墓表
- 《涇獻文存涇獻詩》中有劉三才墓表[22]
- 《山西按察司僉事前四川布政司參議劉公墓表》[23]